# Tianhe (moduł stacji kosmicznej)
Tianhe – (chiń. 天和, Niebiańska harmonia) podstawowy moduł chińskiej stacji kosmicznej, pierwszy z trzech planowanych (docelowo stacja chińska ma przypominać wielkością radziecki/rosyjski Mir). Działanie modułu będzie monitorowane z Pekińskiego centrum nakazowo-kontrolnego gospodarki kosmicznej Chin.

## Funkcje i systemy
Podstawowy moduł zapewnia podtrzymywanie życia i zakwaterowanie dla trzech członków załogi, posiada systemy sterowania i nawigacji. Moduł zapewnia również zasilanie stacji, w tym systemów podtrzymywania życia. Składa się z trzech części: mieszkalnej, modułu serwisowego (niehermetyzowanego) i węzła cumowniczego.
Na pokładzie znajdują się kwatery, kuchnia i toaleta, system przeciwpożarowy, systemy przetwarzania atmosfery i sterowanie, a także aparatura naukowa i systemy łączności, aby skontaktować się z naziemną kontrolą w Pekinie. Moduł wyposażony jest też w mały manipulator, podobny do ramienia Lyappa stacji Mir, służący do przenoszenia modułów między różnymi portami cumowniczymi.
Energia elektryczna pochodzi z dwóch sterowanych paneli słonecznych i gromadzona jest w akumulatorach w celu zasilania stacji, kiedy stacja znajdzie się w cieniu Ziemi. Statki zaopatrzeniowe będą także dostarczać paliwo dla układów napędowych stacji, aby zapewnić kontrolę wysokości i przeciwdziałać obniżaniu się stacji wskutek tarcia o szczątkową atmosferę.

## Eksploatacja
Moduł Tianhe został wyniesiony 29 kwietnia 2021 roku o godzinie 03:23:15 UTC rakietą Chang Zheng 5B z Centrum Startowego Satelitów Wenchang. Pierwszym bezzałogowym lotem do stacji był towarowy Tianzhou 2, który zadokował do stacji 29 maja 2021. Pierwszy załogowy lot Shenzhou 12 z trzyosobową załogą planowany jest w czerwcu 2021.